# Merionoeda punctifrons
Merionoeda punctifrons är en skalbaggsart som beskrevs av Heller 1924. Merionoeda punctifrons ingår i släktet Merionoeda och familjen långhorningar. Inga underarter finns listade i Catalogue of Life.